# Asura trizonata
Asura trizonata là một loài bướm đêm thuộc phân họ Arctiinae, họ Erebidae.